# Gheriat esh-Shergia
Gheriat esh-Shergia ("oostelijk dorp") is een Oud-Romeins centenarium dat deel uitmaakte van de Limes Tripolitanus.
De versterkte boerderij uit de derde eeuw, die een exacte kopie is van het centenarium bij Qasr Banat, is opgenomen in het latere, Italiaanse Fort Bacone. Een goede 25 km ten westen van Gheriat esh-Shergia ligt het castellum van Gheriat el-Garbia ("westelijk dorp"). Tussen beide locaties is geen zichtlijn, zodat een signaaltoren op de tussenliggende heuvelrug werd gebouwd. Ten oosten van Gheriat esh-Shergia ligt Ghirza.